# پرم

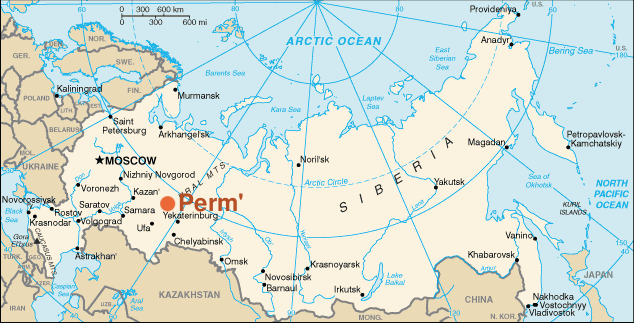
محل شهر پرم در روسیه.

شهر پـِرم(Пермь) مرکز سرزمین پرم در فدراسیون روسیه است.

## نگارخانه

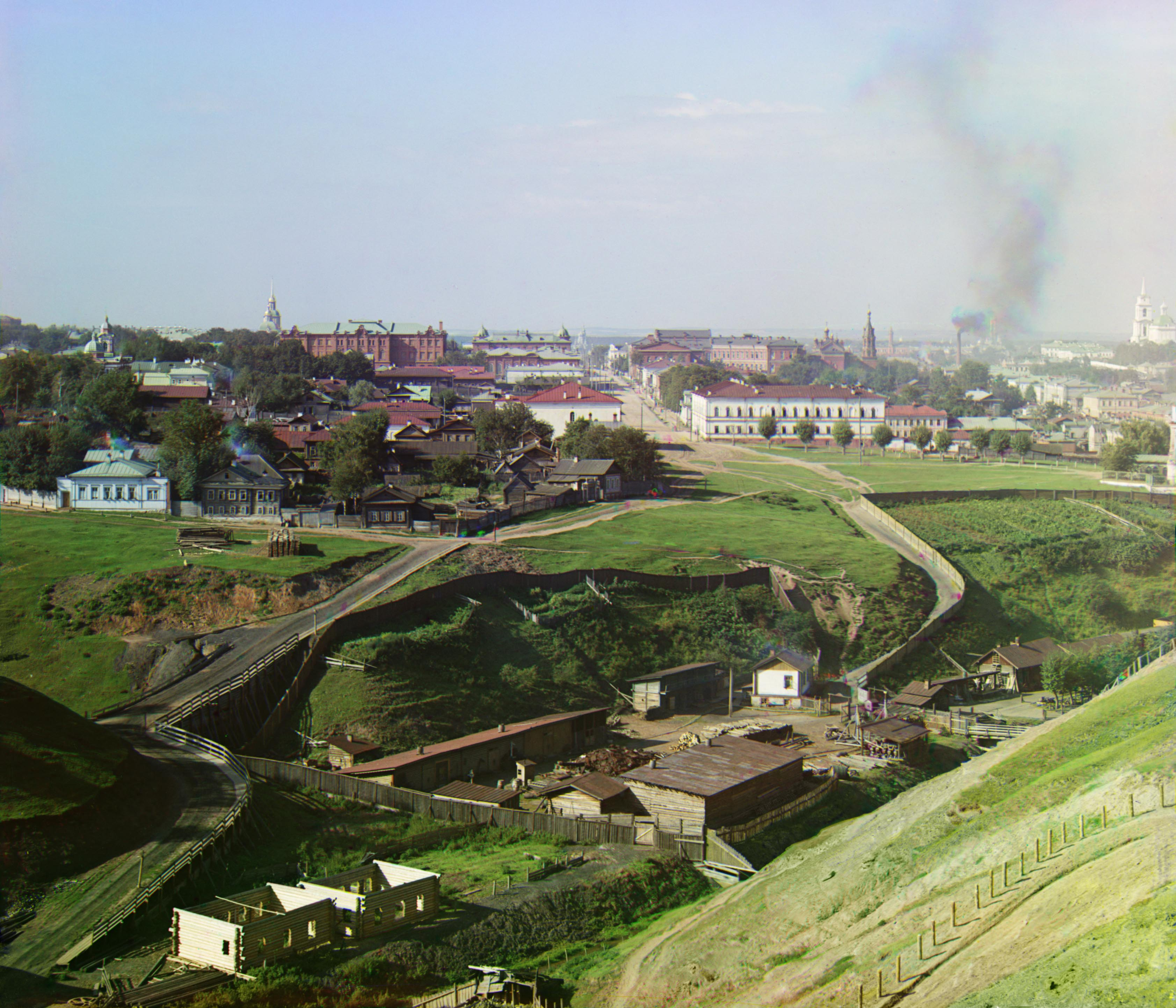
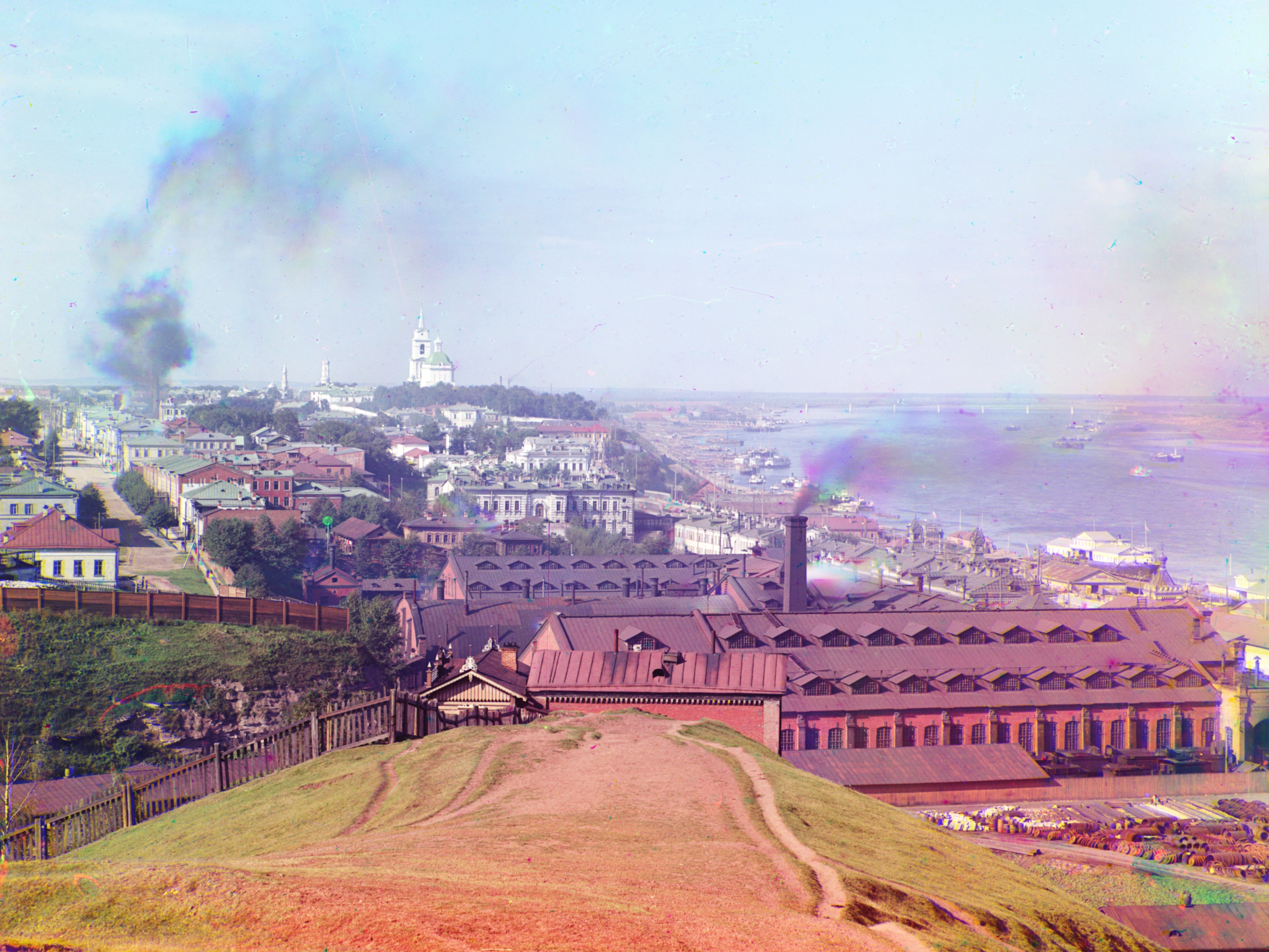
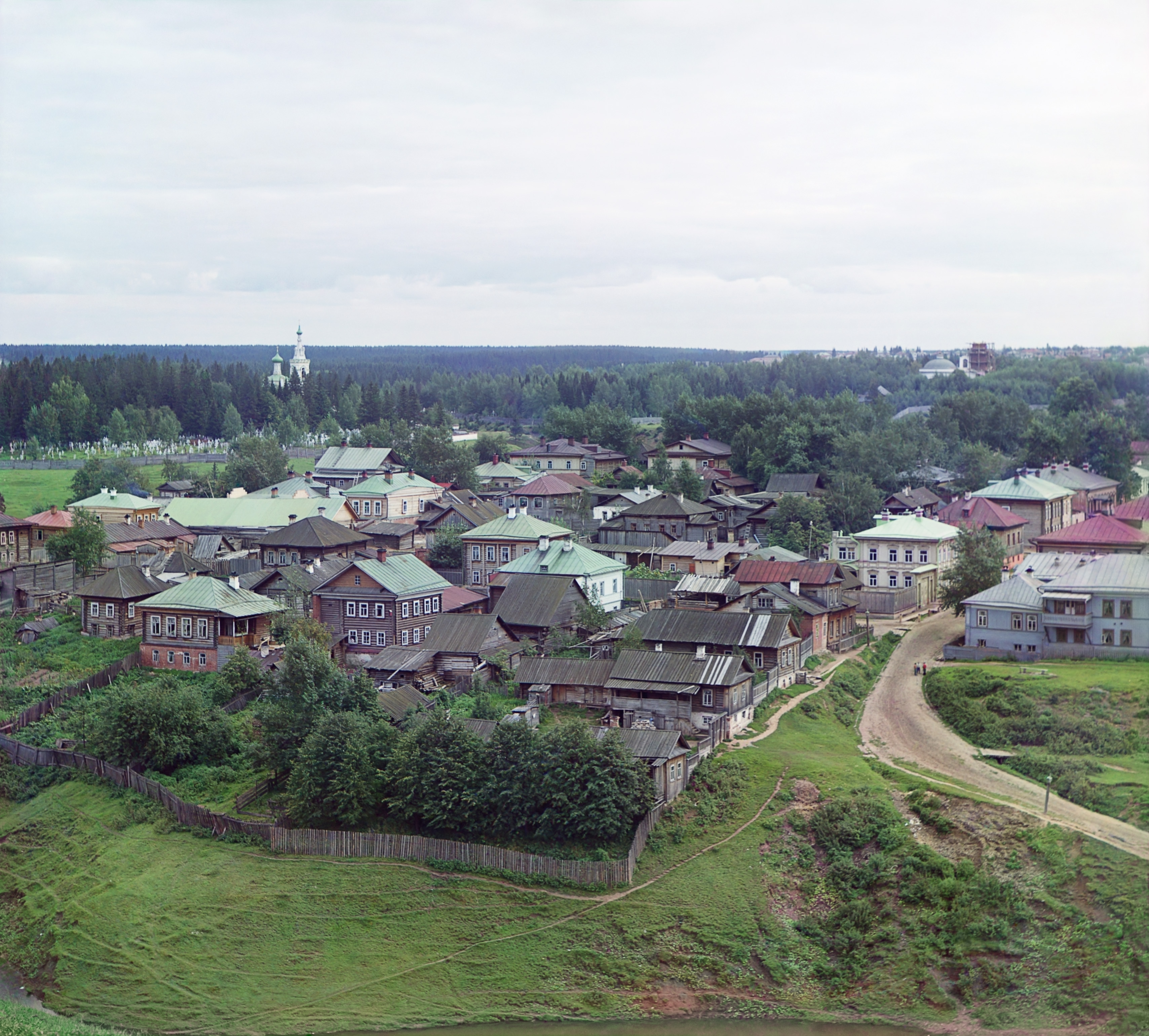
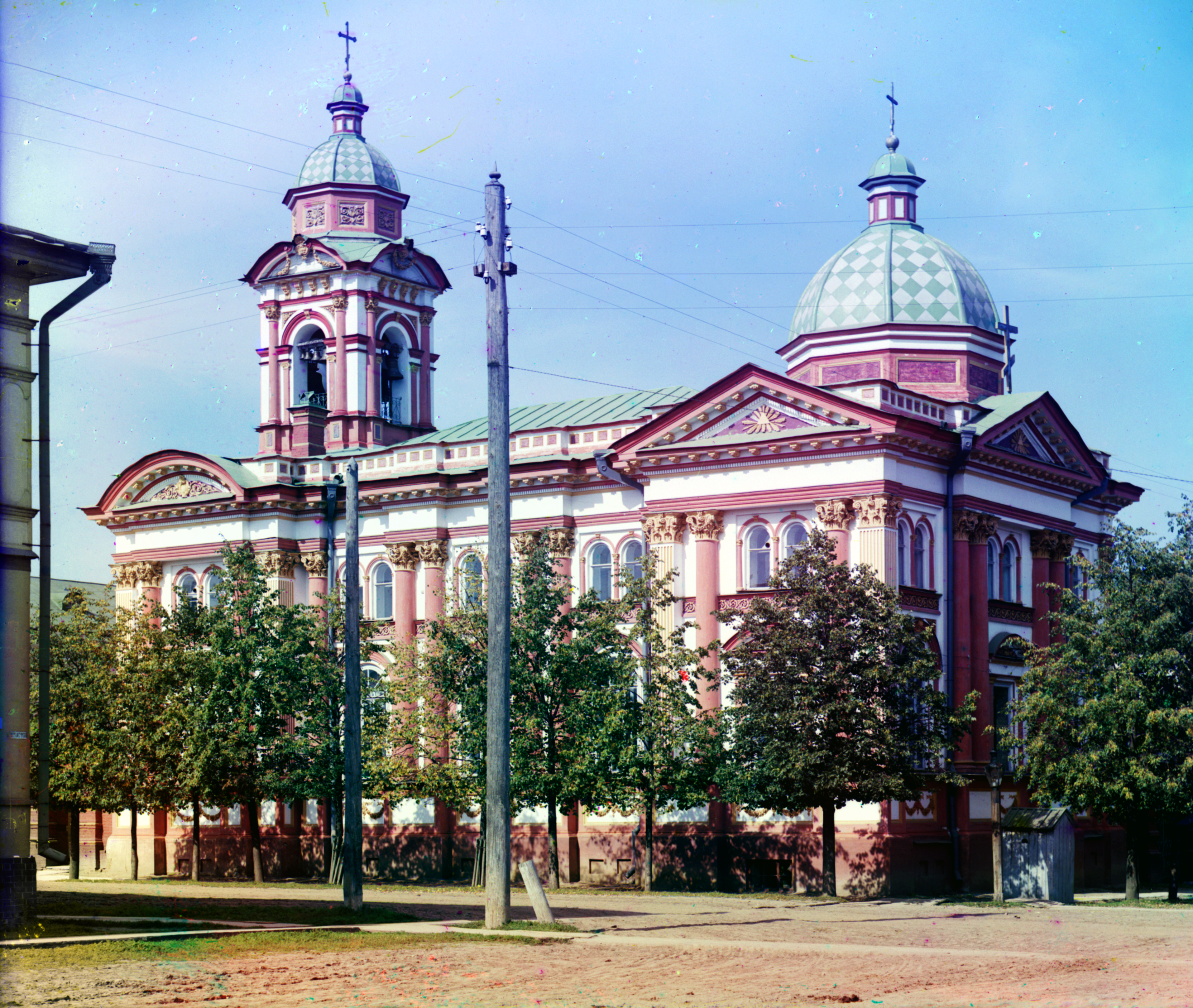
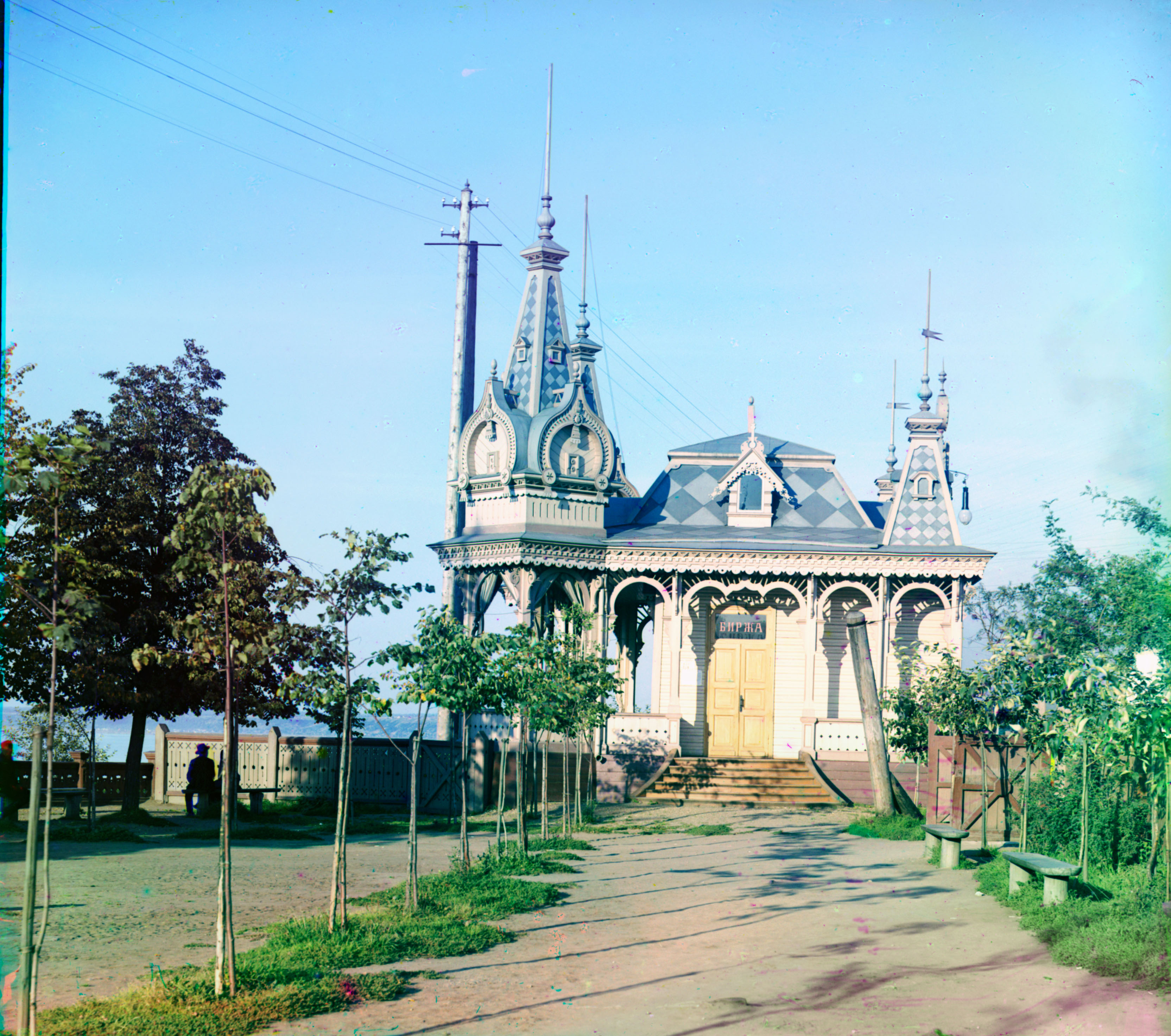
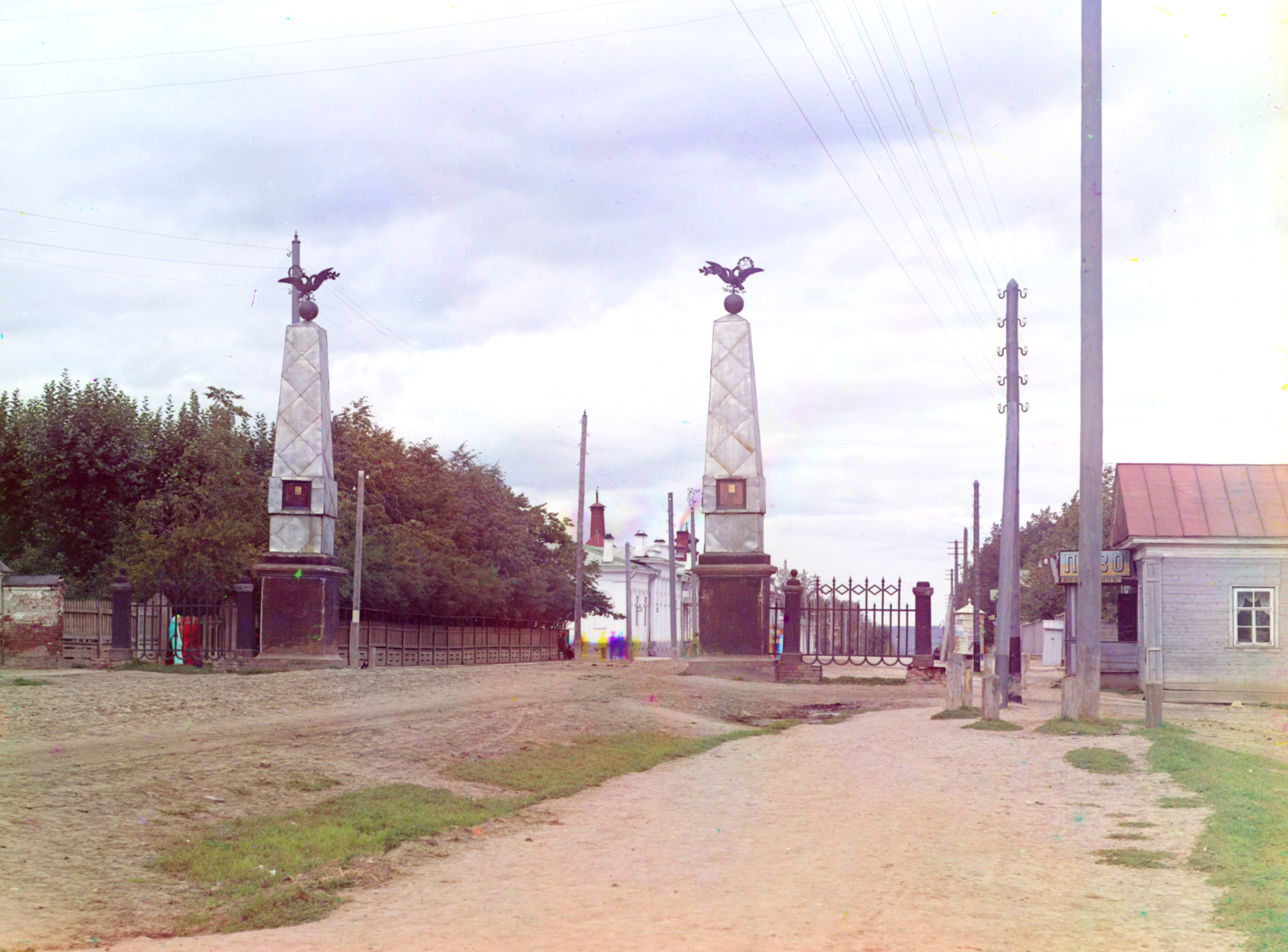
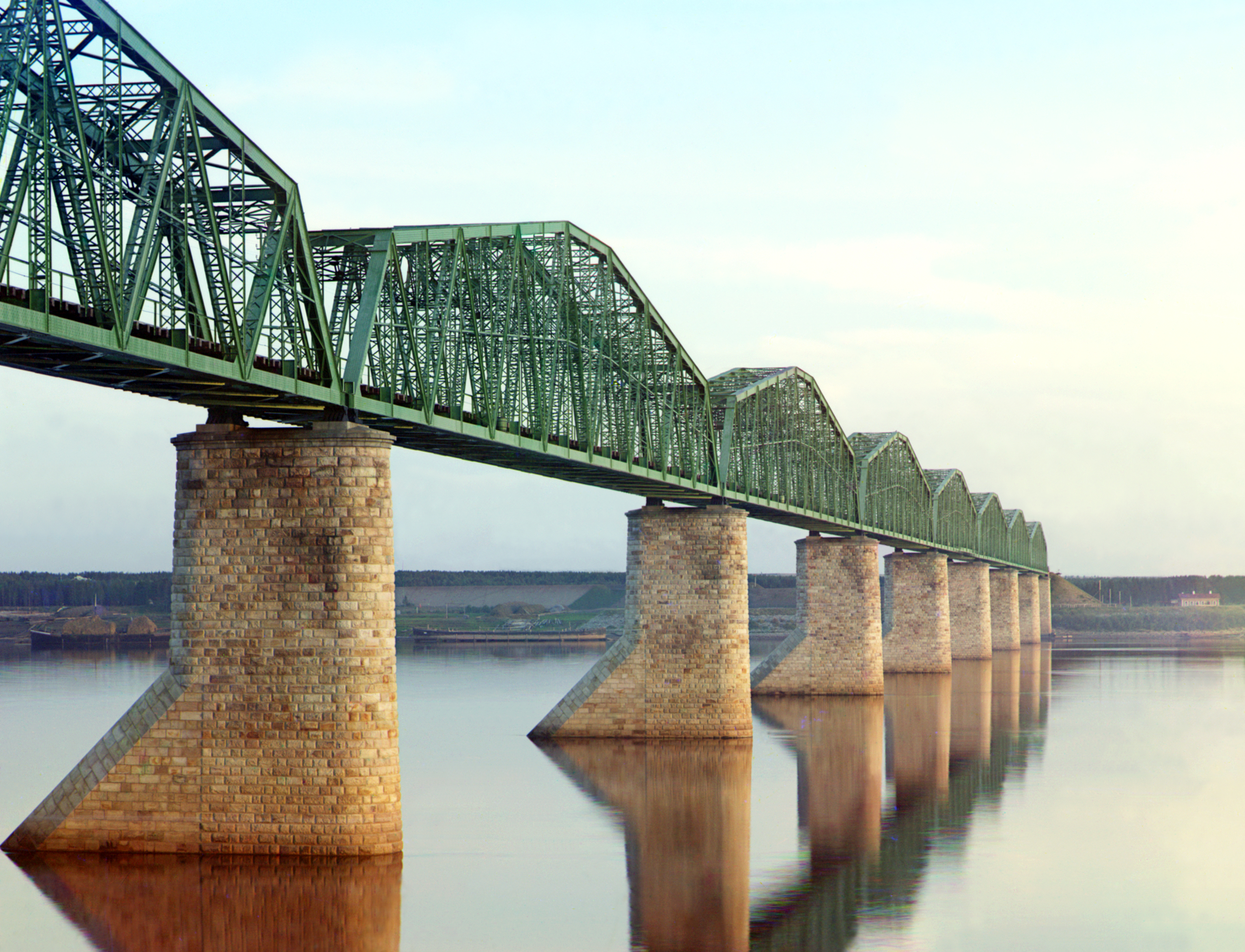
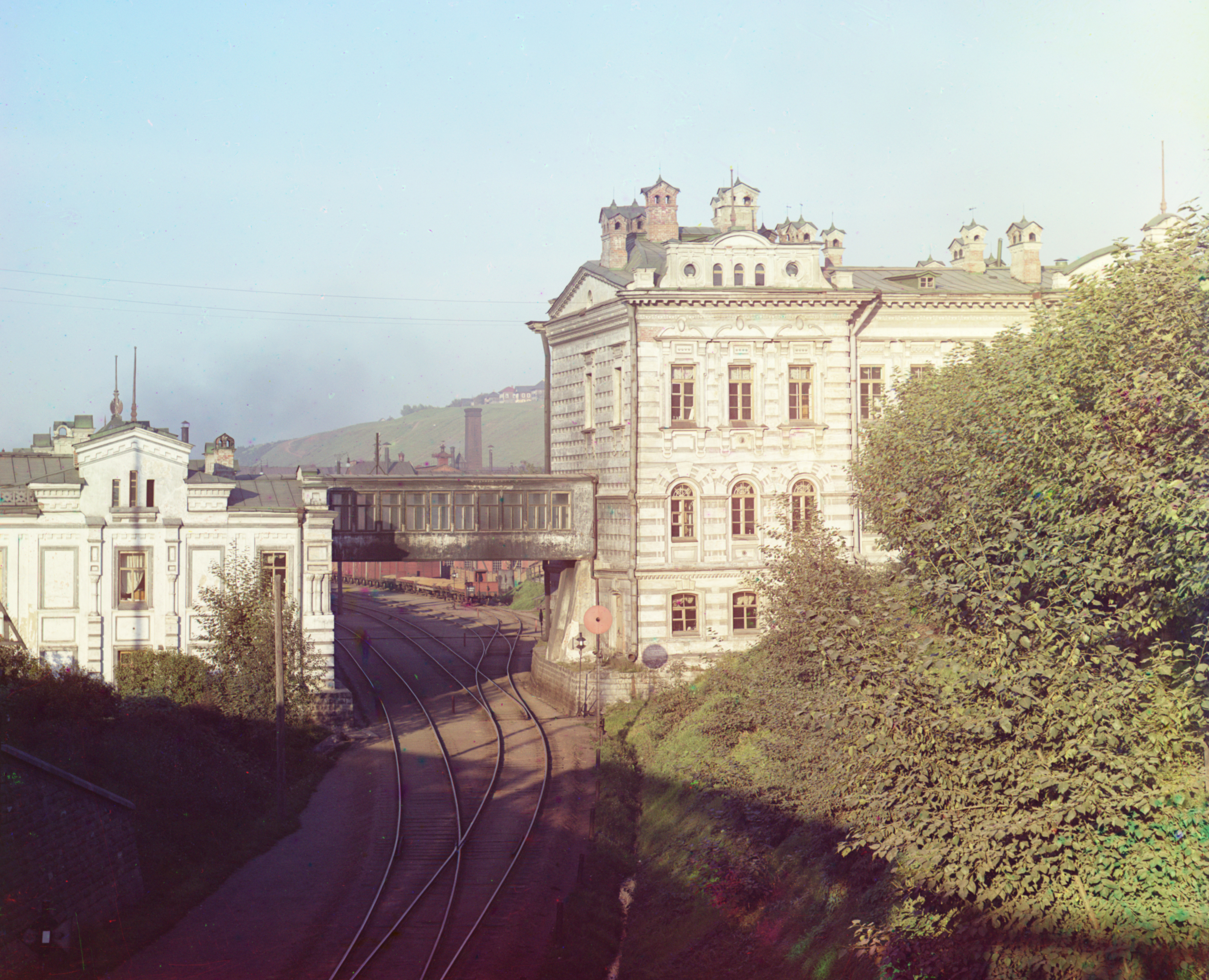